# Bothagi, Homnabad
Bothagi là một làng thuộc tehsil Homnabad, huyện Bidar, bang Karnataka, Ấn Độ.